# سريع جدا (موسيقى)

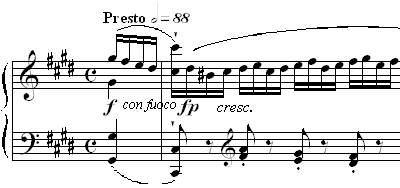

مصطلح سريع جدا يستعمل في الموسيقى للدلالة على سرعة عزف أو قراءة قطعة موسيقية، و هو مرادف لكلمة "بريسطو"؛ presto الإيطالية التي تعني "سريع"، و أيضا "قريبا"، و تعتبر هذه السرعة ما قبل الأخيرة ضمن الحركات أو السرعات المعروفة في علم الصولفيج.